# Szőcs Bertalan (vívó)
Szőcs Bertalan (Újpest, 1934. július 18. – 2016. május 22.) világbajnoki ezüstérmes magyar tőrvívó, edző.

## Családja
Szülei Szőcs Bertalan és Berczelly Erzsébet. Nagybátyja Berczelly Tibor háromszoros olimpiai bajnok kardvívó, sportlövő edző. Felesége Morvay Zsuzsa tőrvívó és edző, lánya Szőcs Zsuzsanna tőr- és párbajtőr világbajnok.

## Pályafutása

### Vívóként
1947 és 1953 között a Csepeli MTK, majd 1953 és 1961 között a Budapest Honvéd versenyzője volt.
1953-ban bronzérmes volt a csapatbajnokságon.
1954 és 1958 között a válogatott keret tagja volt. 1954-ben a budapesti főiskolai vívó-világbajnokságon csapatban aranyérmes, egyéniben ezüstérmes lett. Ugyanebben az évben az ifjúsági világbajnokságon egyéniben második volt. Az 1954-es luxembourgi világbajnokságon a tőrcsapattal bronzérmes lett, egyéniben helyezetlen volt.
Az 1955-ös római világbajnokságon a csapattal ezüstérmes lett, egyéniben ismét helyezetlen volt. Az ifjúsági világbajnokságon negyedik helyezést ért el.
1956-ban második helyen végzett a csapatbajnokságon.
1957-ben a párizsi Egyetemi Világjátékokon csapatban első, egyéniben negyedik lett. A magyar csapatbajnokságon 1957-ben harmadik, 1958-ban, 1959-ben és 1960-ban második volt.
Az 1959-es torinói universiadén csapatban ezüstérmet szerzett.

### Edzőként
1957-ben a Testnevelési Főiskolán testnevelői tanár diplomát kapott. Ugyanitt 1964-ben a vívó szakoktatói képesítést is megszerezte. 1969-től mesteredző volt.
1959-től tevékenykedett edzőként. 1961 és 1970 között a Budapesti Vörös Meteor, 1971 és 1974 között a VM Egyetértés SK, 1975-től az MTK–VM illetve az MTK edzője, vezetőedzője volt.
1969-től a magyar női tőrválogatott szakági vezetőedzője volt.
A korcsoportos vívóutánpótlás oktatásának kidolgozója volt Magyarországon. 1973-ban az ő elképzelései szerint indult meg az első tíz évfolyamos vívóiskolában az oktatás.

## Díjai, elismerései
- Mesteredző (1969)
- Gyermekekért díj (1988)